# Diphyus zebraticolor
Diphyus zebraticolor är en stekelart som först beskrevs av Heinrich 1962.  Diphyus zebraticolor ingår i släktet Diphyus och familjen brokparasitsteklar. Inga underarter finns listade i Catalogue of Life.